# Diofant d'Alexandria
|  | Per a altres significats, vegeu «Diofant». |

Diofant d'Alexandria (grec antic: Διόφαντος ὁ Ἀλεξανδρεύς)  (Alexandria, c. 200 (Gregorià) - Alexandria, c. 284) va ser un matemàtic grec, que va fer dues obres principals: Sobre els nombres poligonals, que sobreviu incompleta, i l'⁣Aritmètica en tretze llibres, dels qualse se'n conserven sis, formada per problemes aritmètics que es resolen mitjançant equacions algebraiques. És considerat el pare de l'àlgebra juntament amb Al-Khwarizmi.
Diofant va ser el primer matemàtic grec que va reconèixer els nombres racionals positius com a nombres, en permetre fraccions per a coeficients i solucions. Va encunyar el terme παρισότης (parisotes) per referir-se a una igualtat aproximada. Aquest terme es va traduir com adaequalitas en llatí, i es va convertir en la tècnica d'adequalitat desenvolupada per Pierre de Fermat per trobar màxims per a funcions i línies tangents a corbes.
Encara que no és la més antiga, l'Arithmetica té l'ús més conegut de la notació algebraica per resoldre problemes aritmètics procedents de l'antiguitat grega, i alguns dels seus problemes van servir d'inspiració per als matemàtics posteriors que treballaven en anàlisi i teoria de nombres. En l'ús modern, les equacions diofàntiques són equacions algebraiques amb coeficients enters per a les quals es busquen solucions enteres. La geometria diofàntica i les aproximacions diofàntiques són altres dues subàrees de la teoria dels nombres que porten el seu nom.

## Vida
És segur que va viure després del 150 aC (perquè cita Hipsicles, que va viure en aquesta època) i abans del 415 dC (perquè el cita Teó d'Alexandria en una obra d'aquesta data). Els estudiosos opinen que devia viure en el segle iii. El seu origen i la seva religió, també han estat objecte de múltiples especulacions.

El consens actual apunta que Diofant va néixer en una família grega i se sap que va viure a Alexandria, Egipte, durant l'⁣època romana, entre els anys 200 i 214 dC i fins al 284 o 298. Gran part del nostre coneixement de la vida de Diofant es deriva d'una antologia grega de jocs de números i trencaclosques del segle V creada per Metrodor. Per un antic epigrama, se sap que va viure 84 anys. Un dels problemes (de vegades anomenat el seu epitafi) afirma:
Sabem que 'Déu li va donar a la seva infantesa una sisena part de la seva vida. La barba va trigar una dotzena part de la vida a cobrir-li la cara. I encara va passar una setena part de la vida abans de casar-se. Cinc anys més tard va tenir un fill. La desgràcia va fer que el fill morís quan tenia exactament la meitat de l'edat del pare. Aquest, ple de tristesa, va morir quatre anys més tard.
A la cultura popular, aquest trencaclosques era el Trencaclosques No.142 del videojoc Professor Layton i la Caixa de Pandora, i es considerà com una de les endevinalles més difícils de resoldre del joc, que s'havia de desbloquejar resolent altres trencaclosques primer.

## Obra
Es conserven altres obres de Diofant a banda de l'Aritmètica, però són poques i estan incompletes.

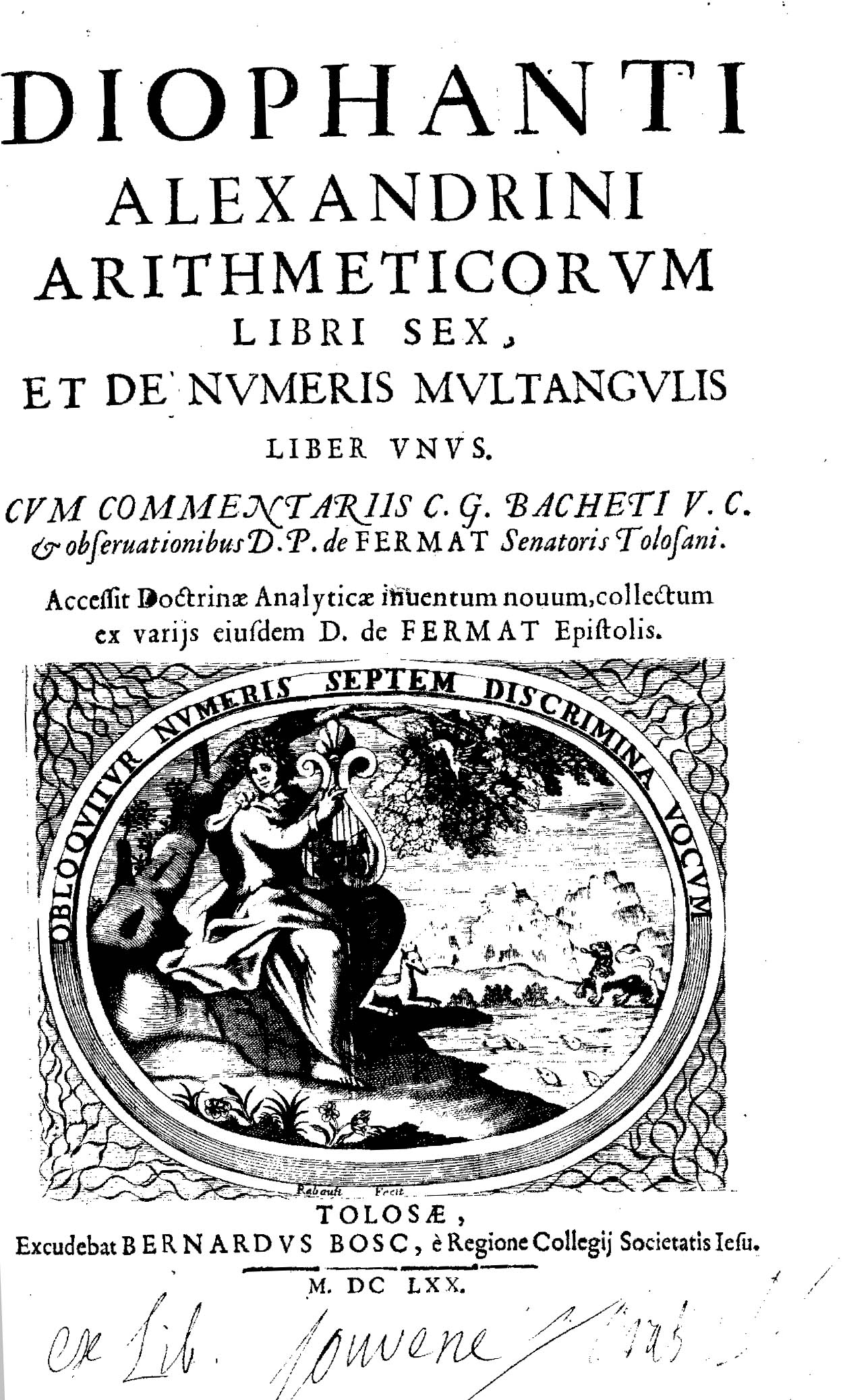
Portada de l'edició bilingüe publicada el 1670 per Claude Bachet.

### Aritmètica
L'Aritmètica ha tingut una gran influència en la història de les matemàtiques. Només cal recordar que el darrer teorema de Fermat, el va escriure Fermat, a mitjans del segle xvii, en un marge precisament del seu exemplar de l'Aritmètica de Diofant, o que el desè problema de Hilbert (1900) està dedicat a les equacions diofàntiques.
En la introducció, Diofant diu que l'obra es compon de tretze llibres, dels quals només se'n conserven sis en manuscrits en (grec antic). Altres quatre llibres s'han descobert en una versió en (àrab), probablement una traducció de Qusta ibn Luqa. Per les referències internes, sembla que aquests quatre llibres en àrab serien els IV, V, VI i VII, mentre els sis llibres en grec serien els I, II, III, VIII, IX i X.
Potser l'aportació més original de Diofant, en contra dels hàbits grecs tradicionals, és la d'introduir abreviatures simbòliques per representar els termes de les equacions, cosa que més endavant donaria pas a l'àlgebra. També representa un trencament amb la matemàtica grega, l'estudi de potències superiors a dos: cúbiques, etc.
Els llibres I a III estan dedicats a la resolució d'equacions lineals i quadràtiques. En els llibres IV a VII, s'estudien les equacions de grau superior a dos. En el llibre VIII, s'explica el mètode de resolució per falsa posició, procedent de la matemàtica egípcia. I el llibre X estudia els triplets pitagòrics. De qualsevol forma, cal tenir en compte que el libre és més un solucionador de problemes que no pas una teoria de les equacions.

### Nombres poligonals i elements geomètrics
Una altra de les poques obres que han sobreviscut és Nombres poligonals i elements geomètrics (De Multangulis Numeris). Els nombres poligonals eren un tema de gran interès per a Pitàgores i els pitagòrics. Es conserven fragments d'un llibre que tracta sobre nombres poligonals.
Tradicionalment s'ha atribuït a Hero d'Alexandria un llibre anomenat Preliminaries to the Geometric Elements . Ha estat estudiat recentment per Wilbur Knorr, qui va suggerir que l'atribució a Hero és incorrecta, i que el veritable autor és Diofant.

### Els Porismes
El mateix Diofant fa referència a una obra que consisteix en una col·lecció de lemes anomenada Els Porismes (o Porismata), però aquest llibre està totalment perdut. Encara que s'ha perdut Els porismes, coneixem tres lemes que s'hi conté, ja que Diofant s'hi refereix a l'Arithmetica. Un lema afirma que la diferència dels cubs de dos nombres racionals és igual a la suma dels cubs d'altres dos nombres racionals, és a dir, donats qualsevol a i b, amb a > b, existeixen c i d, tots positius i racionals, de tal manera que a3 − b3 = c3 + d3.

## Influència
L'obra de Diofant ha tingut una gran influència en la història. Les edicions d'Arithmetica van exercir una profunda influència en el desenvolupament de l'àlgebra a Europa a finals del segle XVI i durant els segles XVII i XVIII. Diofant i les seves obres també van influir en les matemàtiques àrabs i van gaudir de molta fama entre els matemàtics àrabs. El treball de Diofant va crear una base per treballar en àlgebra i, de fet, gran part de les matemàtiques avançades es basen en l'àlgebra. Fins a quin punt va afectar l'evolució de les matemàtiques a l'Índia és un tema de debat.
Diofant ha estat considerat "el pare de l'àlgebra" a causa de les seves contribucions a la teoria dels nombres, les notacions matemàtiques i l'ús més antic conegut de la notació sincopada a la seva sèrie de llibres Arithmetica. Tanmateix, això sol ser discutit, perquè Al-Khwarizmi també va rebre el títol del "pare de l'àlgebra", no obstant això, sí que hi ha consens en que ambdós matemàtics van ser els responsables d'obrir el camí per a l'àlgebra actual.